# Nová Ves (ort i Tjeckien, Mellersta Böhmen, lat 50,31, long 14,31)
Nová Ves är en ort i Tjeckien.   Den ligger i regionen Mellersta Böhmen, i den centrala delen av landet, 26 km norr om huvudstaden Prag. Nová Ves ligger 190 meter över havet och antalet invånare är 827.
Terrängen runt Nová Ves är platt.Runt Nová Ves är det ganska tätbefolkat, med 124 invånare per kvadratkilometer. Närmaste större samhälle är Mělník, 12,5 km öster om Nová Ves. Trakten runt Nová Ves består till största delen av jordbruksmark.